# Gustave Brion

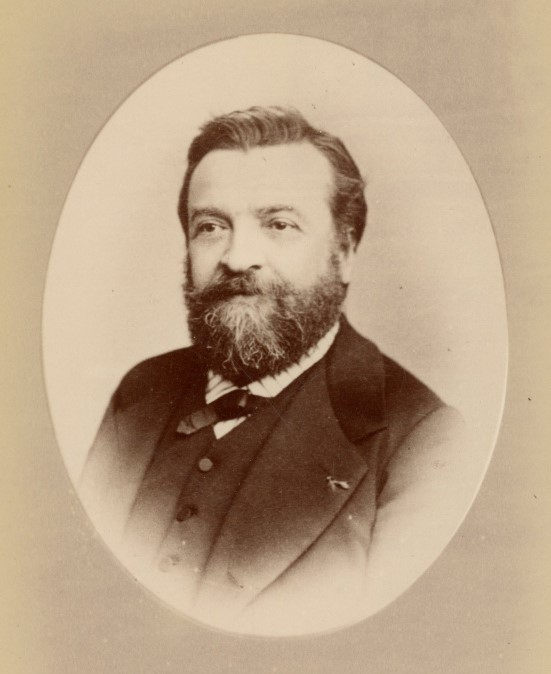
Gustave Brion

Gustave Adolphe Brion (* 24. Oktober 1824 in Rothau im Elsass; † 5. November 1877 in Paris) war ein französischer Maler des Realismus.

## Leben
Gustave Brion, Schüler von G. Guérins, schuf hauptsächlich Gemälde, die das tägliche Leben auf dem Lande zum Thema haben. Der Reichtum seiner Kompositionen, die frische Farbe und die schlichte Wahrheit seiner Gestalten erhoben ihn bald zu einem der besten Genremaler Frankreichs. Außerdem betätigte er sich als Illustrator für die Werke Victor Hugos, von dem er sehr geschätzt wurde (z. B. Les Misérables).
Brion war Sohn eines Neffen von Friederike Brion und Vater des Architekten Jacques Albert Brion.

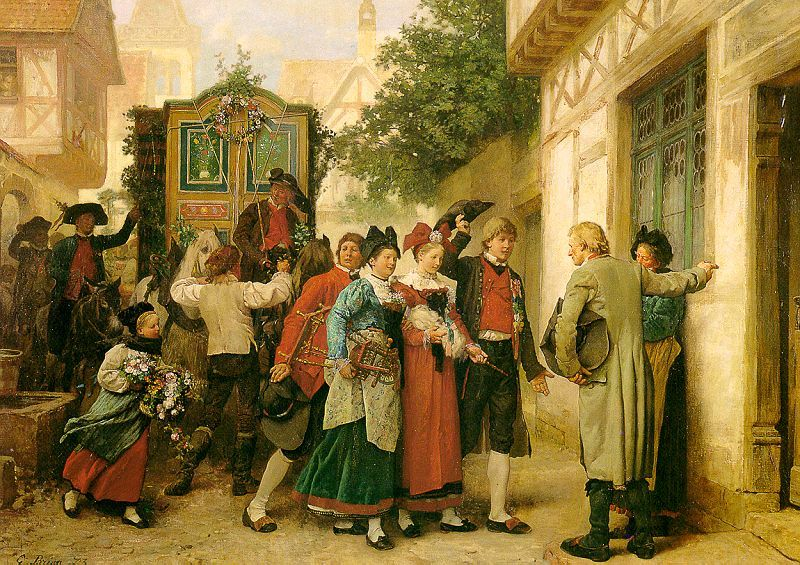
Gustave Brion: Hochzeitszug in Straßburg, 1873

## Werke (Auswahl)
Einige von Brions bekannteren Werken, die auch wesentliche Inhalte seines Schaffens deutlich machen, sind:
- In den Vogesen mit Schlitten
- Am Rhein mit Nachen
- Die Schwarzwälder Bauern an der wundertätigen Heilquelle
- Die Rheinflößer
- Der Hochzeitszug
- Der Dreikönigstag